# Josip Milunović
Josip Milunović (Visočane, 15. ožujka 1709. ‒ Požega, 1759.), hrvatski katolički svećenik, isusovac, propovjednik i misionar.

## Životopis
Rodio se u Visočanima, mjestu u Ravnim kotarima. Bilo je to vrijeme mletačke uprave. Kad se rodio, Turci su opljačkali njegovo rodno mjesto. 1722. godine Milunovići su iz Visočana otišli u Slavoniju, u grad Požegu. Isusovcima je pristupio u 24. godini. Novicijat je bio u Beču. Poslije novicijata prošao je Požegu, Zagreb, Varaždin, Požegu, Graz, Pečuh i Osijek a posljednjih sedam godina života Požegu. Ostavio je pečat prosvjetiteljstva u svojoj crkvi i svome hrvatskom narodu za sve vjekove. Životom je svjedočio ljubav Božju prema putniku i namjerniku, djeci i odraslima, učenicima i neukima, a napose prema bolesnima i siromašnima.
Objavio je samo jedno književno djelo. Životopisom sv. Alojzija Gonzage preteča je hrvatskog prosvjetiteljskog prozaika Matije Antuna Relkovića. Pisao je riječima tadašnjeg vremena kad još nije bio uređen hrvatski jezik, narodnim jezikom da se što bolje približi svojim ljudima. Na prvom mu je mjestu bila misionarska potreba pomoći Crkvi i svom hrvatskom narodu da bi lakše narod naučio čitati i pisati, bolje upoznati vjerske istine koje će ga voditi prema vječnom spasenju.
Ivan Kevrić napisao je monografiju o Milunoviću O. Josip Milunović - život i djelo.

## Djela
- "Šest nedilja na poštenje sv. Alojzija Gonzage", prvi životopis sv. Alojzija Gonzage na hrvatskom jeziku, objavljeno u Zagrebu 1759.[2]